# Louise af Mecklenburg-Strelitz
Louise af Mecklenburg-Strelitz (Louise Auguste Vilhelmine Amalie; 10. marts 1776 - 19. juli 1810) var dronning af Preussen gennem sit ægteskab med Frederik Vilhelm 3.

## Biografi

### Hertuginde
Louise var sjette barn af hertug Karl 2. af Mecklenburg-Strelitz og dennes første hustru, Friederike af Hessen-Darmstadt. Hendes far var endnu ikke regerende hertug i Mecklenburg-Strelitz (det blev han først i 1794 efter sin brors død) og Louise boede i et enkelt hjem. Louises mor døde, da hun var seks år gammel. Hendes far giftede sig med sin svigerinde, men også hun døde i en ung alder, og børnene blev opdraget af deres mormor, Marie Louise af Hessen-Darmstadt. I 1793 blev hun præsenteret ved hoffet i Berlin, hvor den preussiske kronprins, Frederik Vilhelm, straks forelskede sig i hende, og deres forlovelse blev fejret kort efter.

### Kronprinsesse
Louise og Frederik Vilhelm blev gift 24. december 1793 og befolkningen i Berlin og Preussen var begejstret over deres nye kronprinsesse. Ikke alene var hun smuk, men også umådelig gavmild og menneskelig. Hun uddelte både penge og omsorg til fattige børn. Hendes første barn var dødfødt den 1. oktober 1794, men allerede året efter fulgte en levedygtig søn og arving, Frederik Vilhelm, og året efter igen endnu en søn.

### Dronning
Den 16. november 1797 blev Frederik Vilhelm 3. udråbt som konge af Preussen og Louise var, som 21-årig mor til to drenge, nu dronning. Frederik Vilhelm havde svært ved at tage stilling i Napoleonskrigene og forsøgte så længe som muligt at holde sig neutral i et forsøg på at bevare freden. Louise var derimod meget politisk engageret. Hun var tilhænger af krig mod Frankrig, men vidste også, at Preussen var militært underlegen. Til sidst fik hun overtalt kongen, og preussiske tropper mobiliseredes til slaget ved Jena i 1806. Det gik katastrofalt dårligt, og Napoleon kunne kort efter indtage Berlin, mens kongefamilien var flygtet til Königsberg. Der skulle laves en fredsslutning, og Preussen var her dårligst stillet bortset fra i én henseende: Kongen sendte Louise afsted til Tilsit for at blødgøre Napoleon, således at Preussen kunne bestå efter fredsslutningen. Freden i Tilsit blev indgået 7. juli 1807.
Selvom freden var indgået, vendte kongefamilien først tilbage til Berlin i slutningen af 1809 og Louise døde pludselig i sin mands arme under et besøg hos sine forældre. Befolkningen gav de franske besættere skylden for hendes tidlige død, og selv Napoleon måtte indrømme, at kongen havde mistet sin bedste minister.
I 1810 opfordrede den preussiske gehejmestatsminister Wilhelm von Humboldt Bertel Thorvaldsen til at lave et gravmæle for Luise, men den danske billedhugger afslog.

## Eftermæle
Louise efterlod en nation i sorg. I nationalismens navn blev hun indbegrebet af den nationale uskyld.
Hun blev begravet ved Schloss Charlottenburg, og i 1814 oprettede hendes mand den nye orden, Louise-ordenen, som komplementærorden for Jernkorset; i1880 rejstes en statue i Tiergarten for hende. 
Efter nazisternes magtovertagelse i 1933 blev Louise en populær figur for den ideale tyske kvinde.

## Børn
1. Frederik Vilhelm 4. af Preussen (15. oktober 1795 - 2. januar 1861)
2. Vilhelm 1. af Tyskland (22. marts 1797 - 9. marts 1888)
3. Charlotte af Preussen (13. juli 1798 - 1. november 1860)
4. Friederike af Preussen (14. oktober 1799 - 30. marts 1800)
5. Karl af Preussen (29. juli 1801 - 21. januar 1883)
6. Alexandrine af Preussen (23. februar 1803 - 21. april 1892)
7. Ferdinand af Preussen (13. december 1804 - 1. april 1806)
8. Louise af Preussen (1. februar 1808 - 6. december 1870)
9. Albrecht af Preussen (4. oktober 1809 - 14. oktober 1872)